# Toruńska Przędzalnia Czesankowa Merinotex
Toruńska Przędzalnia Czesankowa „Merinotex” – przedsiębiorstwo produkujące przędzę czesankową w Toruniu działające w latach 1965–2013, jeden ze sztandarowych zakładów produkcyjnych w tym mieście. Mieściło się przy ul. Szosa Bydgoska 40/62.
Zakłady były budowane w latach 1957–1965. Koszt budowy wyniósł 900 mln złotych. Zakład rozpoczął pracę na przełomie 1965 i 1966 roku. W chwili oddania do użytku był to jeden z najnowocześniejszych tego typu zakładów w Europie oraz największą, spośród pięciu, polskich fabryk, które produkowały przędzę czesankową. Pod koniec lat 70. Merinotex produkował osiem tysięcy ton przędzy rocznie. Większość wyprodukowanej przędzy było dostarczanych do fabryk w Łodzi, część produkcji (według założeń 30%) eksportowano, m.in. do Chin, Włoch i Wielkiej Brytanii.
W latach 70. najważniejszymi częściami zakładu były: pralnia, czesalnia, farbiarnia, przędzalnia i wydział końcowy. Przedsiębiorstwo miało również wydział głównego mechanika, głównego energetyka, oddział wykonawstwa inwestycji, zakładową straż pożarną, służby porządkowe.
W latach 90. XX wieku Merinotex pozostał spółką Skarbu Państwa. W tym okresie przedsiębiorstwo radziło sobie na wolnym rynku.
Pod koniec 2008 roku zadłużenie spółki wynosiło ok. 16 mln złotych. Przedsiębiorstwo nie było w stanie poradzić sobie z konkurencją tanich wyborów z Dalekiego Wschodu. W lutym 2009 roku sąd gospodarczy zaakceptował wniosek o upadłość spółki. Od kwietnia 2009 roku zakład należał do brytyjskiej firmy Bulmer and Lumb. W tym samym roku Merinotex zatrudniał ok. 350 osób i był wówczas największym producentem przędzy czesankowej, wełnianej i wełnopodobnej w Polsce. W 2013 roku zakład zakończył produkcję.